# Известия Сибирского бюро ЦК РКП(б)
Известия Сибирского бюро ЦК РКП(б) — периодическое издание, существовавшее с 1920 по 1930 год под разными названиями. Сначала выходило в Омске, с лета 1921 года — в Новониколаевске. Первое время публиковалось в форме газеты, но впоследствии приобрело вид журнала. Главное партийное периодическое издание Сибири.

## Описание
Первый номер был издан в Омске 4 апреля 1920 года. С 5 июля 1921 года журнал начинает печаться в Новониколаевске в связи с переездом в этот город Сиббюро ЦК РКП(б).
До 26 сентября 1921 года периодическое издание публиковалось как газета в 2—6 страниц, после чего стало издаваться в форме журнала.
Наименование журнала изменялось вместе с названием партийного органа: в 1920 году (до № 14) он именовался «Известиями Сибирского областного бюро РКП»; в связи с формированием в 1925 году Сибирского края — «Известиями Сибирского краевого комитета ВКП(б)», а в августе 1930 (с № 15) переименован в «Известия Западно-Сибирского краевого комитета ВКП(б)».
Кроме официальной части в журнале была также неофициальная часть для публикации хроники жизни в Сибири, критико-библиографических обзоров, писем и заметок коммунистов с различных мест, статей руководящих партийных сотрудников.
Последний № 17 «Известий» был выпущен в 1930 году.

## Периодичность
За время своего существования журнал выходил с разной периодичностью: пять номеров было опубликовано в 1921 году в Новониколаевске; по девять — в 1922—1923; четыре — в 1924; семь — в 1925; с 1926 по 1927 год «Известия» издавались ежемесячно, с 1928 по 1929 — два раза в месяц.